# Construção (album)
Construção est le cinquième album studio de l'auteur-compositeur-interprète brésilien Chico Buarque, paru en décembre 1971 après son retour d'exil d'Italie. Il est classé troisième plus grand album de la musique brésilienne par l'édition nationale du magazine Rolling Stone, qui place également la chanson-titre en tête de son classement des meilleures chansons du pays. Selon Alvaro Neder pour AllMusic, il s'agit d'un « classique dont presque tous les titres sont devenus des tubes ».

## Liste des pistes
Toutes les chansons sont écrites et composées par Chico Buarque, sauf où indiqué.
| 1. | Deus Lhe Pague                                | 3:20 |
| 2. | Cotidiano                                     | 2:50 |
| 3. | Desalento (Chico Buarque, Vinicius de Moraes) | 2:50 |
| 4. | Construção                                    | 6:30 |

| 5.  | Cordão                                                                              | 2:35 |
| 6.  | Olha Maria (Tom Jobim, Chico Buarque, Vinicius de Moraes)                           | 3:57 |
| 7.  | Samba de Orly (Chico Buarque, Toquinho, Vinicius de Moraes)                         | 2:40 |
| 8.  | Valsinha (Chico Buarque, Vinicius de Moraes)                                        | 2:00 |
| 9.  | Minha História (Adapté par Chico Buarque, écrit par Lucio Dalla et Paola Pallotino) | 3:05 |
| 10. | Acalanto                                                                            | 1:40 |